# Tychicus genitalis
Tychicus genitalis är en spindelart som beskrevs av Embrik Strand 1911. Tychicus genitalis ingår i släktet Tychicus och familjen jättekrabbspindlar. Inga underarter finns listade i Catalogue of Life.